# Makiko Furukawa
Makiko Furukawa (en japonès 古川 牧子 Furukawa Makiko; Inzai, Chiba, 22 de gener de 1947) va ser una jugadora de voleibol japonesa que va competir durant la dècada de 1960 i 1970.
El 1968 va prendre part en els Jocs Olímpics de Ciutat de Mèxic, on guanyà la medalla de plata en la competició de voleibol. Quatre anys més tard, als Jocs de Múnic revalidà la medalla de plata.
En el seu palmarès també destaca una medalla de plata al Campionat del Món de voleibol de 1970.